# Liste der Kulturdenkmäler in Hecken (Hunsrück)
In der Liste der Kulturdenkmäler in Hecken sind alle Kulturdenkmäler der rheinland-pfälzischen Ortsgemeinde Hecken aufgeführt. Grundlage ist die Denkmalliste des Landes Rheinland-Pfalz (Stand: 27. Oktober 2023).

## Einzeldenkmäler
| Bezeichnung | Lage                   | Baujahr | Beschreibung                                   | Bild            |
| ----------- | ---------------------- | ------- | ---------------------------------------------- | --------------- |
| Backhaus    | Backesweg Lage         | 1873    | Bruchsteinbau, bezeichnet 1873                 | BW              |
| Haus Ursula | Im Kappesgarten 2 Lage | 1878    | ehemalige Schule; Fachwerkbau, bezeichnet 1878 | Fotos hochladen |